# Fluoruro di stronzio
Il fluoruro di stronzio, chiamato anche difluoruro di stronzio o fluoruro di stronzio(II) è il sale di stronzio dell'acido fluoridrico, di formula SrF2. A temperatura ambiente si presenta in forma di cristalli bianchi, praticamente insolubili in acqua. In Natura si trova nel minerale raro stronziofluorite.

## Sintesi
Il fluoruro di stronzio fu preparato per la prima volta da Jöns Jacob Berzelius nel 1824, neutralizzando carbonato di stronzio con acido fluoridrico. La soluzione evaporata a secchezza va quindi disidratata sotto vuoto.
{\displaystyle {\ce {SrCO3 + 2HF -> SrF2 + H2O + CO2}}}

## Struttura e proprietà
Il fluoruro di stronzio solidifica con un reticolo cristallino cubico, tipo fluorite, gruppo spaziale Fm3m (n. 225), con costante di reticolo a = 579,9 pm e quattro unità di formula per cella elementare.
In fase vapore la molecola monomerica SrF2 è piegata, con un angolo F–Sr–F di circa 120°. Questo dato rappresenta una eccezione alla teoria VSEPR che prevederebbe una struttura lineare. Calcoli teorici hanno proposto che la discrepanza sia dovuta al coinvolgimento degli orbitali d presenti sotto il guscio di valenza. Secondo un'altra proposta, la polarizzazione del nucleo dell'atomo di stronzio genera una distribuzione di carica approssimativamente tetraedrica che interagisce con il legami Sr–F.
Cristalli di SrF2 sono usati come materiali ottici trasparenti dall'ultravioletto al lontano infrarosso, con il vantaggio di non essere igroscopici.